# Urguenche
Urguenche, Urganche ou Urganje (em usbeque: Urganch; em persa: گرگانج; romaniz.: Gorgānğ; em russo: Ургенч; romaniz.: Urgentch) é uma cidade do Uzbequistão, na margem esquerda do rio Amu Dária (ou Oxo), a pouca distância da fronteira com o Turquemenistão. É a capital da província da Corásmia. O município tem 503 km² de área e em 2020 tinha 197 528 habitantes (densidade: 392,7 hab./km²). A cidade tem 38,2 km² e em 2020 tinha 143 750 habitantes (densidade: 3 763,1 hab./km²).
Situa-se cerca de 20 km a nordeste da cidade histórica de Quiva, 170 km a sudeste de Nucus, 400 km a noroeste de Bucara e 970 km a oeste de Tasquente (distâncias por estrada). As fronteira turquemena fica passa cerca de 30 km a sul em linha direta, e 50 km por estrada. A cidade turquemena de Daşoguz encontra-se 70 km a noroeste.

## Descrição
A cidade tem o nome da cidade medieval situada 170 km a noroeste, no Turquemenistão, atualmente conhecida como Velha Urguenche (Kunia-Urgench), que foi a capital do Império Corásmio e a primeira capital do Canato de Quiva. A Velha Urguenche foi uma cidade importante da Rota da Seda e deu nome aos tecidos organdi e organza. Na década de 1220, foi palco dum dos maiores massacres levados a cabo pelos mongóis, que foi supervisionado pessoalmente por Gêngis Cã; além do massacrarem a população e arrasarem a cidade, os mongóis também derrubaram uma barragem, o que fez com que a área da cidade se transformasse num pântano. Mais tarde, no século XVI, o Amu Dária mudou o seu curso e deixou de passar por Velha Urguenche, deixando a cidade sem água, o que fez com que fosse abandonada.
A Urguenche moderna foi fundada pelos russos na segunda metade do século XIX, que a batizaram Nova Urguenche (Novy-Urguentch). Até então mais não era do que um pequeno entreposto comercial do Canato de Quiva. Tornou-se um polo comercial com relevância internacional com a  abertura da Ferrovia Trans-Caspiana no final do século XIX. No século XX, durante o período soviético foi fortemente industrializada.
É uma cidade cidade plana e monótona, de  estilo soviético, com grandes avenidas e uma praça central, onde muitos edifícios apresentam motivos decorativos relacionados com  algodão e o seu cultivo, desde candeeiros de rua até blocos de apartamentos. Entre os monumentos do período soviético destaca-se o memorial dos vinte membros do Comsomol (União da Juventude Comunista) mortos por basmachis nas margens do Sir Dária em 1922 e uma grande estátua de Maomé Alcuarismi, o eminente matemático do século IX natural da Corásmia, que revolucionou a álgebra.
Tem alguns hotéis, mas a esmagadora maioria dos turistas que por lá passam fazem-no a caminho de Quiva, cujo centro histórico, o Itchan Kala, está classificado como Património Mundial pela UNESCO. Isto porque Quiva não é servida por caminho de ferro, enquanto que Urguenche é um dos principais centros de transportes do Uzbequistão tanto rodoviário como ferroviário e dispõe dum aeroporto internacional (IATA: UGC, ICAO: UTNU).
| Dados climatológicos para Urguenche (1981–2010) (1981–2010)                                                                                  | Dados climatológicos para Urguenche (1981–2010) (1981–2010) | Dados climatológicos para Urguenche (1981–2010) (1981–2010) | Dados climatológicos para Urguenche (1981–2010) (1981–2010) | Dados climatológicos para Urguenche (1981–2010) (1981–2010) | Dados climatológicos para Urguenche (1981–2010) (1981–2010) | Dados climatológicos para Urguenche (1981–2010) (1981–2010) | Dados climatológicos para Urguenche (1981–2010) (1981–2010) | Dados climatológicos para Urguenche (1981–2010) (1981–2010) | Dados climatológicos para Urguenche (1981–2010) (1981–2010) | Dados climatológicos para Urguenche (1981–2010) (1981–2010) | Dados climatológicos para Urguenche (1981–2010) (1981–2010) | Dados climatológicos para Urguenche (1981–2010) (1981–2010) | Dados climatológicos para Urguenche (1981–2010) (1981–2010) |
| Mês | Jan                                                         | Fev                                                         | Mar                                                         | Abr                                                         | Mai                                                         | Jun                                                         | Jul                                                         | Ago                                                         | Set                                                         | Out                                                         | Nov                                                         | Dez                                                         | Ano                                                         |
| --- | ----------------------------------------------------------- | ----------------------------------------------------------- | ----------------------------------------------------------- | ----------------------------------------------------------- | ----------------------------------------------------------- | ----------------------------------------------------------- | ----------------------------------------------------------- | ----------------------------------------------------------- | ----------------------------------------------------------- | ----------------------------------------------------------- | ----------------------------------------------------------- | ----------------------------------------------------------- | ----------------------------------------------------------- |
| Temperatura máxima recorde (°C) | 14,0                                                        | 21,5                                                        | 30,5                                                        | 35,0                                                        | 40,0                                                        | 41,5                                                        | 42,0                                                        | 43,0                                                        | 38,0                                                        | 31,0                                                        | 22,0                                                        | 16,0                                                        | 43,0                                                        |
| Temperatura máxima média (°C) | 2,3                                                         | 5,5                                                         | 12,9                                                        | 22,1                                                        | 28,7                                                        | 34,3                                                        | 35,6                                                        | 33,7                                                        | 27,7                                                        | 20,0                                                        | 11,2                                                        | 4,4                                                         | 19,9                                                        |
| Temperatura mínima média (°C) | −5,7                                                        | −4,2                                                        | 1,6                                                         | 8,9                                                         | 14,5                                                        | 19,2                                                        | 21,0                                                        | 18,3                                                        | 11,9                                                        | 5,3                                                         | 0,2                                                         | −4,1                                                        | 7,2                                                         |
| Temperatura mínima recorde (°C) | −20,0                                                       | −18,0                                                       | −9,5                                                        | −1,0                                                        | 6,0                                                         | 11,0                                                        | 14,5                                                        | 12,5                                                        | 0,0                                                         | −3,0                                                        | −8,5                                                        | −17,0                                                       | −20,0                                                       |
| Precipitação (mm) | 11,7                                                        | 13,2                                                        | 18,5                                                        | 13,9                                                        | 11,6                                                        | 4,0                                                         | 1,4                                                         | 2,1                                                         | 1,8                                                         | 4,6                                                         | 10,4                                                        | 11,9                                                        | 105,1                                                       |
| Dias com precipitação | 12                                                          | 9                                                           | 9                                                           | 8                                                           | 8                                                           | 5                                                           | 3                                                           | 2                                                           | 3                                                           | 5                                                           | 8                                                           | 11                                                          | 83                                                          |
| Humidade relativa (%) | 80                                                          | 74                                                          | 68                                                          | 51                                                          | 41                                                          | 39                                                          | 41                                                          | 46                                                          | 51                                                          | 56                                                          | 65                                                          | 77                                                          | 57                                                          |
| Fontes: Centro do Serviço Hidrometeorológico da República do Uzbequistão (Uzhydromet); Deutscher Wetterdienst (Serviço Meteorológico Alemão) |                                                             |                                                             |                                                             |                                                             |                                                             |                                                             |                                                             |                                                             |                                                             |                                                             |                                                             |                                                             |                                                             |